# صمصام‌کندی (ورزقان)
صمصام‌کندی یکی از روستاهای استان آذربایجان شرقی است که در دهستان سینا بخش مرکزی شهرستان ورزقان واقع شده‌است.